# HTC Corporation

Altes Logo

Die High Tech Computer Corporation (HTC) ist ein taiwanischer Hersteller von Mobiltelefonen, Tabletcomputern, Action-Camcordern, Fitness-Trackern und Virtual-Reality-Brillen (VR).

## Geschichte
HTC wurde am 15. Mai 1997 gegründet, der Hauptsitz des Unternehmens befindet sich in Taoyuan (Taiwan). Die Firma konzentriert sich auf die Entwicklung und Herstellung von elektronischen Geräten, die auf unterschiedliche Weise die Eigenschaften und Funktionen eines Mobiltelefons und eines tragbaren Computers miteinander verbinden.
Am 5. November 2007 wurde bekanntgegeben, dass HTC sich der von Google initiierten Open Handset Alliance um Android angeschlossen hat. In den USA wurde im Herbst 2008 das G1 als erstes Android-Endgerät von HTC und T-Mobile auf den Markt gebracht. Die Produkteinführung für Deutschland fand am 2. Februar 2009 statt. Am 5. Januar 2010 stellte Google das Smartphone Nexus One vor, das ebenfalls von HTC hergestellt wird.
Ein Jahr darauf wurde HTC von der GSMA zum besten Geräte-Hersteller 2011 gewählt.
Obwohl anfangs von HTC nur Android-Mobiltelefone mit gesperrtem Bootloader vertrieben wurden, die es unmöglich machten, ein sogenanntes Custom-ROM aufzuspielen, lenkte HTC später ein. So werden künftig keine Bootloader mehr gesperrt, und für bereits im Umlauf befindliche Geräte werde ein Programm zum Entsperren entwickelt.
2010 verlieh die Computerzeitschrift Chip dem Unternehmen den 'CHIP Award „Unternehmen des Jahres“ 2010'.
In den Jahren 2012 und 2013 musste HTC starke Umsatzrückgänge hinnehmen und sogar den ersten Quartalsverlust seit dem Börsengang 2002 vermelden. Hinzu kam der Weggang zahlreicher leitender Angestellter infolge der schwachen Absatzzahlen im ersten Halbjahr 2013. Durch die Fokussierung auf weniger Geräteserien und insbesondere die Baureihe um das Flaggschiff HTC One versuchte HTC, diesem Trend entgegenzuwirken.
Am 21. September 2017 wurde bekannt, dass Google Teile der Smartphone-Sparte von HTC für 1,1 Milliarden US-Dollar zusammen mit einem Lizenzabkommen übernehmen wird, wodurch Google die Nutzung von HTC-Patenten möglich ist. HTC wird auch künftig Smartphones entwickeln und unter der eigenen Marke auf den Markt bringen. Zeitgleich wurde ein neues Oberklasse-Modell angekündigt.
Seit Juli 2018 hat HTC eine Partnerschaft mit Animoca Brands. Dies beinhaltet Produktentwicklung und Zusammenarbeit in den Bereichen: Spiele, Blockchain, Künstliche Intelligenz, Machine Learning, Augmented Reality und Virtual Reality.

## Produktpalette
HTC stellte 2010 weltweit rund 90 Prozent aller Windows-Mobile-Smartphones her. Die Geräte wurden über die Tochterfirmen Qtek (bis Juni 2006) und Dopod (seit 2006 in Mehrheitsbesitz von HTC) sowie über verschiedene Wiederverkäufer (unter anderem Orange, T-Mobile, Vodafone, O2) vertrieben. In Deutschland lief der Vertrieb direkt unter der Marke HTC. In Österreich wurden die ersten Geräte 2008 unter dem HTC-Markennamen vermarktet. Die Wiederverkäufer versahen und verkaufen die Geräte mit eigenem Branding und Namen und waren auch für den Kundendienst zuständig. Das erste Windows-CE-Smartphone war das Xda aus dem Jahre 2002. Das „X“ steht dabei für das Zusammenspiel von Sprache und Daten in einem Produkt. Die Buchstaben „D“ und „A“ stehen für „Digital Assistant“ wie bei PDA.
Am 11. August 2011 kaufte sich HTC mit über 300 Millionen Dollar bei Beats Audio ein und hielt damit zeitweise 51 Prozent des Unternehmens. Bis 2013 wurden alle Anteile wieder verkauft.

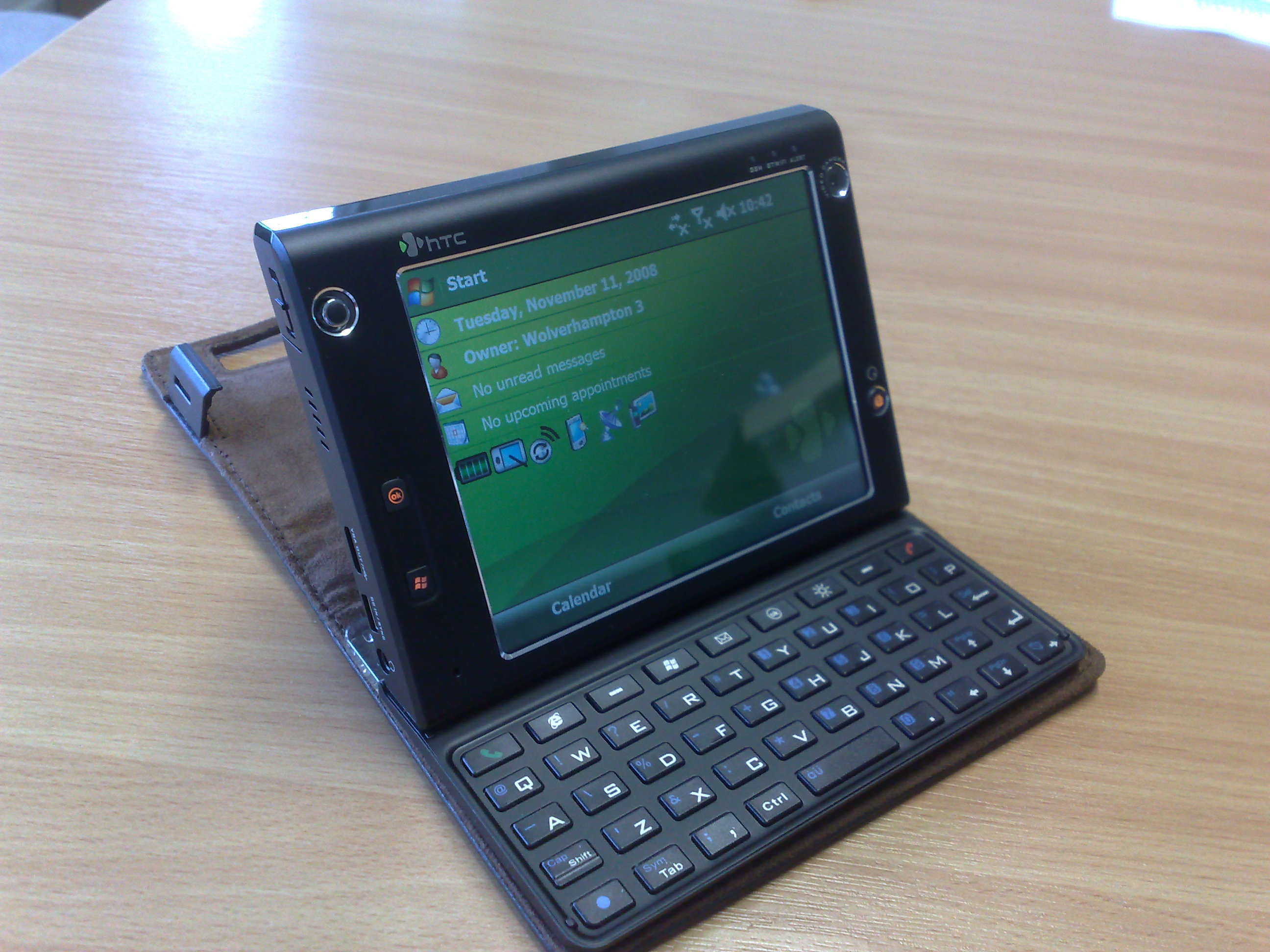
Eines der ersten Phablets: das HTC Advantage X7500 von 2007

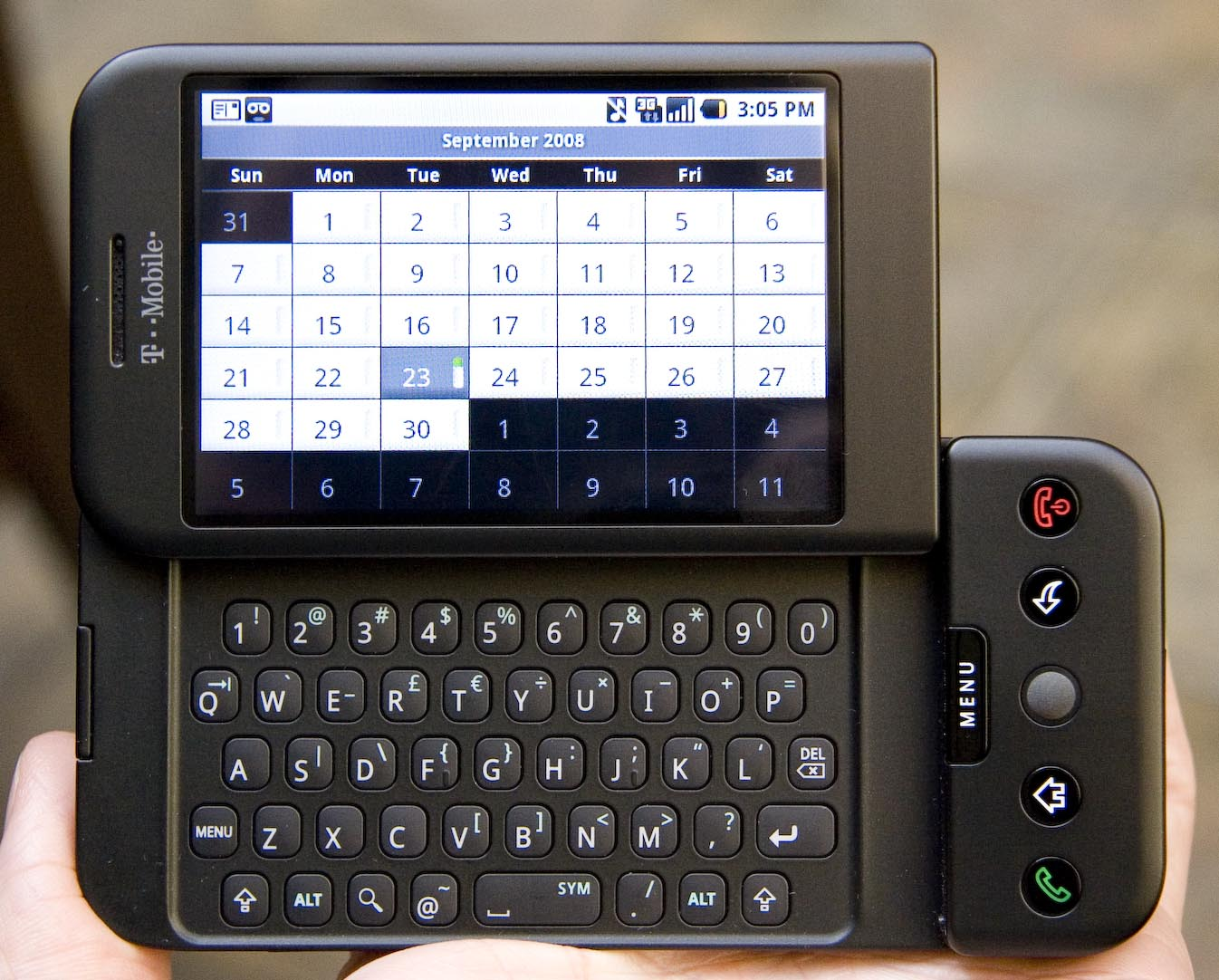
Das T-Mobile G1 oder HTC Dream war das erste frei verkäufliche Android-Gerät

HTC verkaufte Produkte eingeteilt in folgende Gerätekategorien:
- Touch-Phone: Mobiltelefone der  Touch-Familie, die über ein Touchscreen-Display per Finger gesteuert werden
- PDA-Phone: stiftgesteuertes Mobiltelefon, Bauform Personal Digital Assistant (PDA)
- Smartphone: Mobiltelefon mit weitgehender Hardware-Tastatur, teilweise zusätzlich mit Touchscreen
- Mobile-Computer (Pocket-Computer): Microsoft Windows Mobile (UMPC) – sehr kleine tragbare Computer mit dem Betriebssystem Microsoft Windows Mobile mit Mobiltelefonfunktionen

Mitte Oktober 2012 kündigte HTC an, vorerst keine weiteren Tablet-PCs mehr herzustellen. Grund dafür war der Erfolg des iPad. Das Tablet Google Nexus 9 wurde von HTC produziert.
HTC stellte auch viele Produkte und Modellvarianten für andere Firmen („OEM“ = Original Equipment Manufacturer) her. Die bekanntesten waren das Google Nexus One, das Sony Ericsson XPERIA X1, die Xda-Serie von O₂ (Telefónica Germany) sowie die MDA- beziehungsweise VPA-Serie von Telekom Deutschland respektive Vodafone.
Am 4. April 2013 stellte HTC das Telefon HTC First mit einer an Facebook angepassten Android-Oberfläche vor.
Am 1. März 2015 stellte HTC mit der HTC Vive ein Head-Mounted Display vor, das in Co-Produktion mit Valve entstand. Mit dem HTC Grip befindet sich erstmals auch ein Fitness-Tracker in der Produktpalette von HTC.
Im Jahr 2017 wurden die Android-7-Smartphones U Ultra und U Play sowie in Indien und Russland das HTC One X10 präsentiert.
Im Jahr 2018 stellte HTC ein Blockchain-Smartphone HTC Exodus vor.

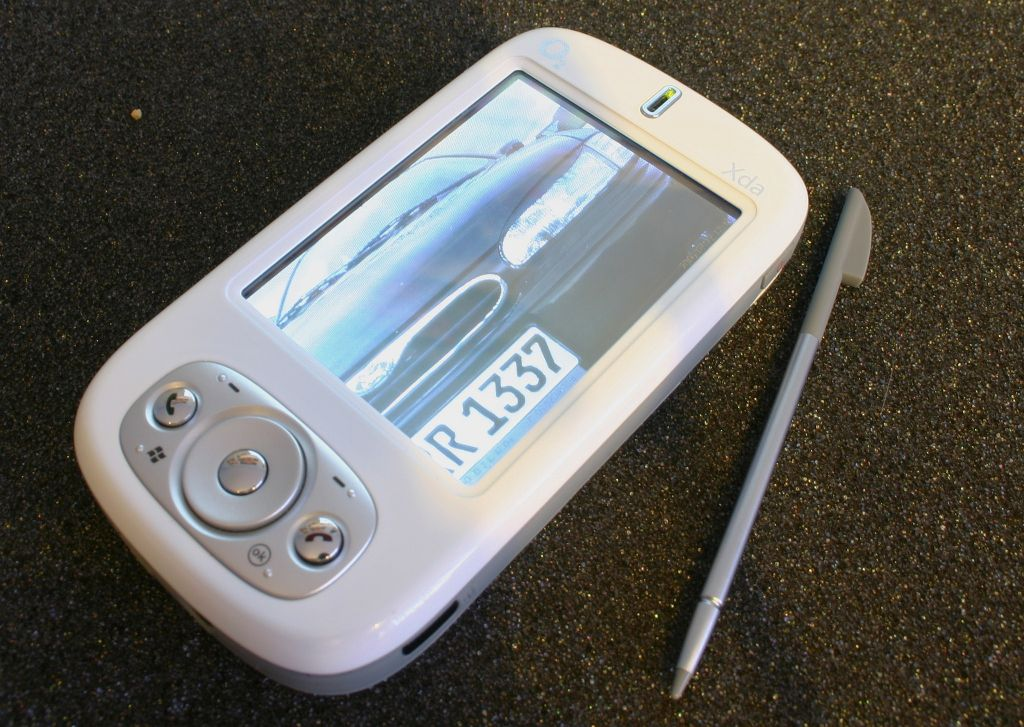
Xda Neo in weiß
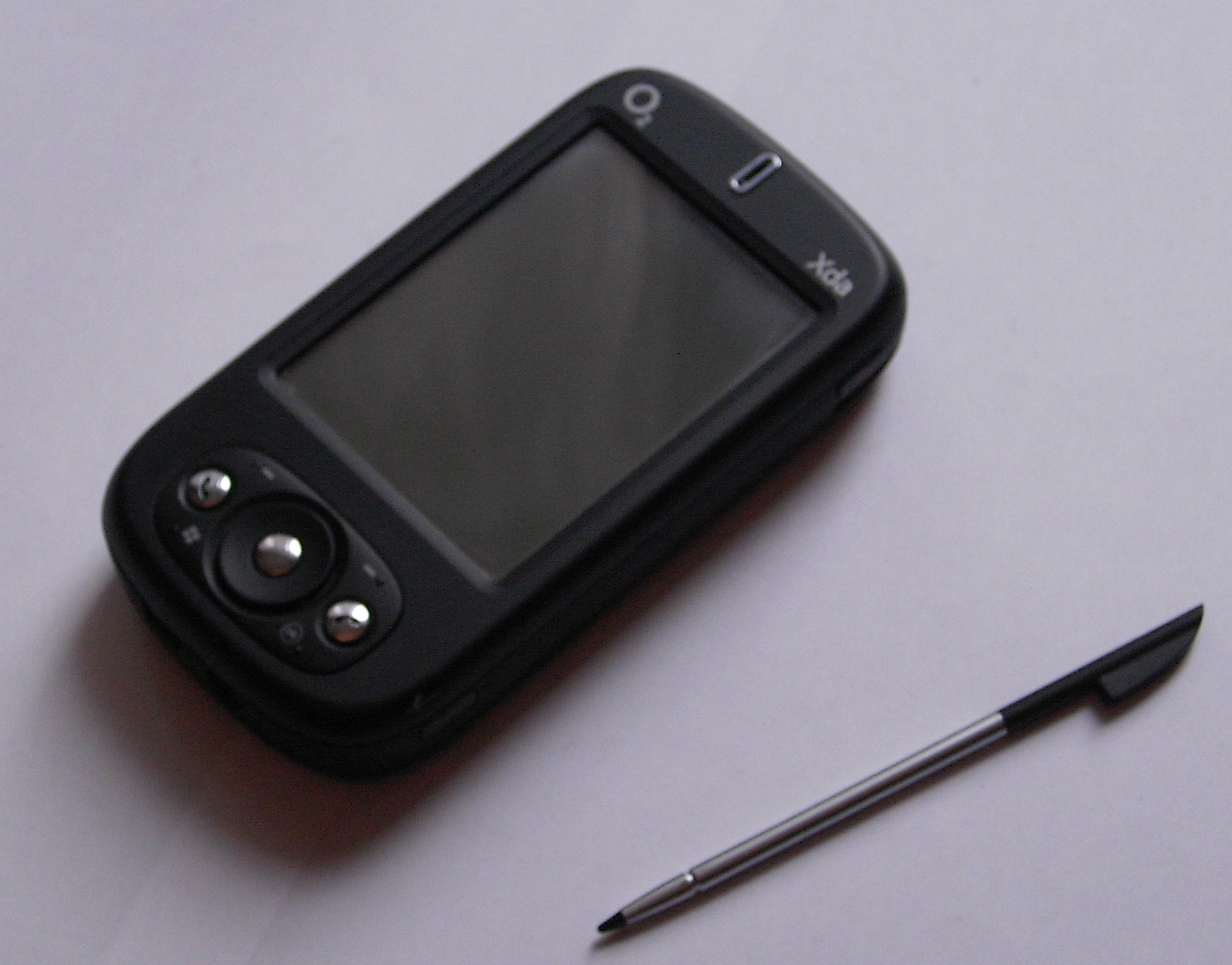
HTC Prophet als O2 Xda Neo
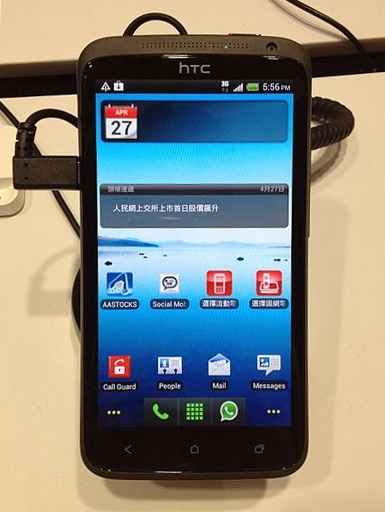
Das One X
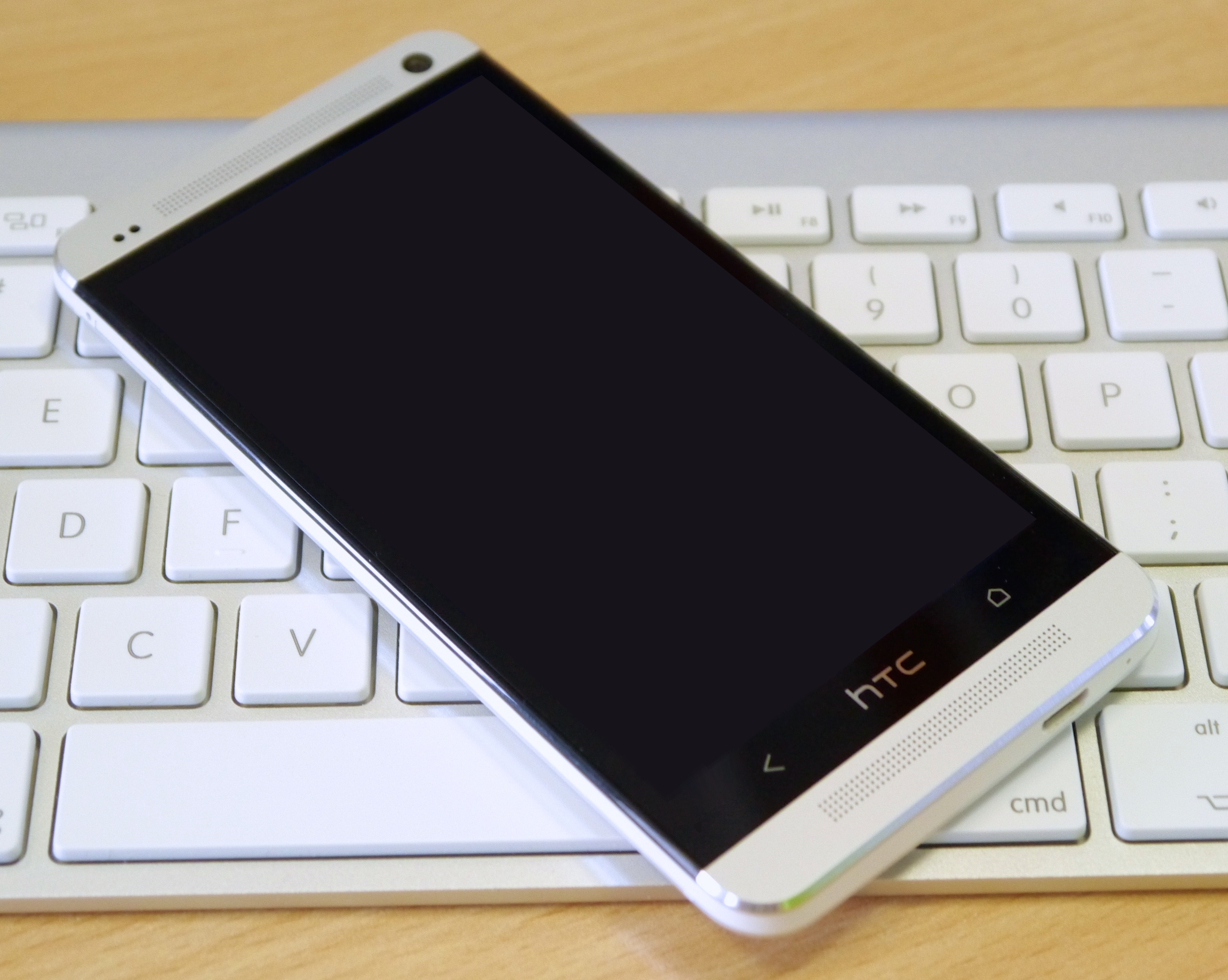
HTC One (2013) mit Android-Betriebssystem
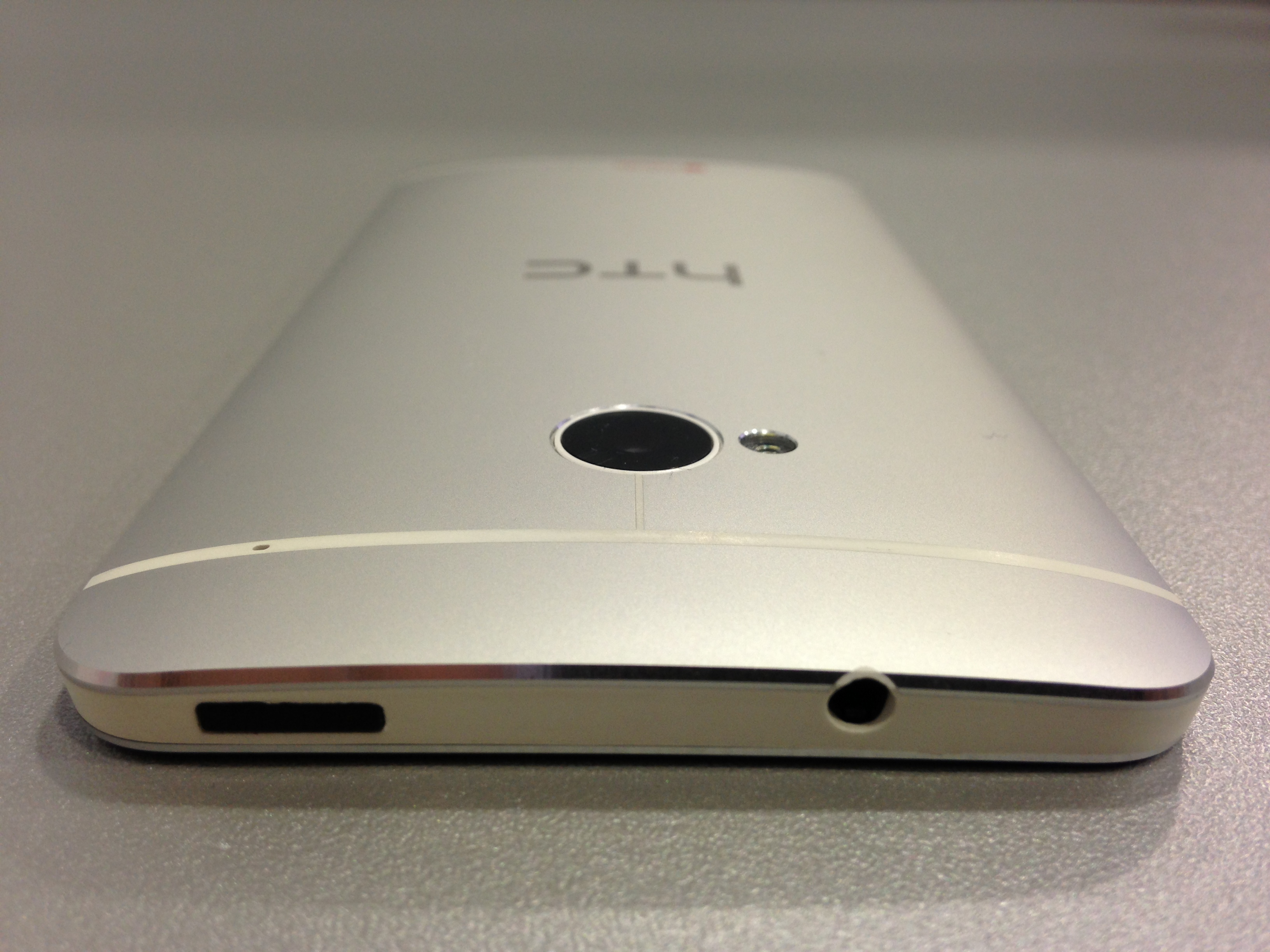
Der Aluminium-Unibody des HTC One

## Produktübersicht

### Weitere Produkte von HTC
| Modell                         | Ersch.-Datum    | Typ                  |
| ------------------------------ | --------------- | -------------------- |
| UA Healthbox™                  | 5. Januar 2016  | Fitness-Tracker      |
| HTC Vive                       | 1. März 2015    | Head-Mounted Display |
| HTC Grip (Nachfolger: UA Band) | 1. März 2015    | Fitness-Tracker      |
| HTC RE Camera                  | 9. Oktober 2014 | Action-Camera        |

### U Family (Android-Smartphones)
| HTC Codename   | HTC Modell  | Ersch.-Datum  | Betriebssystem (mit Update) | Oberfläche (mit Update) | Prozessor, Taktrate                                         | Arbeitsspeicher (RAM) | Speicherplatz / Erweiterbar | Display (PPI)                                                                           | Gewicht | Akku     | NFC | LTE/5G    | Kamera (+Front) |
| -------------- | ----------- | ------------- | --------------------------- | ----------------------- | ----------------------------------------------------------- | --------------------- | --------------------------- | --------------------------------------------------------------------------------------- | ------- | -------- | --- | --------- | --- |
| –              | HTC U23 pro | Juni 2023     | Android 13                  | HTC Sense               | Qualcomm Snapdragon 7 Gen 1                                 | 12 GB                 | 256 GB / ja                 | 6,7 Zoll, OLED, FHD+ 2400 × 1080 Pixel (393 PPI), 120 Hertz, 20:9, Gorilla Glass Victus | 205 g   | 4600 mAh | ja  | ja / ja   | 108 Megapixel Weitwinkelkamera, f/1.7, PDAF, OIS 8 Megapixel Ultraweitwinkelkamera, f/2.4, 1/4.0", 1.12µm, 120 ° 5 Megapixel Makrokamera, f/2.2 2 Megapixel Tiefenkamera, f/2.4 (+32 Megapixel Frontkamera, f/2.5, 1/2.8", 0.8µm) |
| HTC Imagine    | HTC U12+    | Mai 2018      | Android 8.0                 | HTC Sense               | Qualcomm Snapdragon 845, Octa-Core, 64 Bit, bis zu 2,8 GHz  | 6 GB                  | 64 GB / ja                  | 6 Zoll, Quad HD+ (537)                                                                  | 188 g   | 3420 mAh | ja  | ja / nein | 12 MP UltraPixel™ 4 mit 1,4-μm-Pixeln / 16 MP Tele-Objektiv, (+12 MP Dual) |
| –              | HTC U11+    | November 2017 | Android 8.0                 | HTC Sense               | Qualcomm Snapdragon 835, Octa-Core, 64 Bit, bis zu 2,45 GHz | 6 GB                  | 128 GB / ja                 | 6 Zoll, Quad HD+ (537)                                                                  | 188 g   | 3930 mAh | ja  | ja / nein | 12 MP UltraPixel™ 3 mit 1,4-μm-Pixeln, (+8 MP) |
| HTC Ocean      | HTC U11     | Mai 2017      | Android 8.0                 | HTC Sense               | Qualcomm Snapdragon 835, Octa-Core, 64 Bit, bis zu 2,45 GHz | 4 GB                  | 64 GB / ja                  | 5,5″ Quad HD (534)                                                                      | 169 g   | 3000 mAh | ja  | ja / nein | 12 MP UltraPixel™ 3 mit 1,4-μm-Pixeln, (+16 MP) |
| HTC Ocean Note | HTC U Ultra | Januar 2017   | Android 8.0                 | HTC Sense               | Qualcomm Snapdragon 821, Quad-Core, 64 Bit, bis zu 2,15 GHz | 4 GB                  | 64 GB / ja                  | 5,7″ Quad HD (513)                                                                      | 170 g   | 3000 mAh | ja  | ja / nein | 12 MP UltraPixel™ 2 mit 1,55-μm-Pixeln, (+16 MP) |
| –              | HTC U Play  | Januar 2017   | Android 7.0                 | HTC Sense               | MediaTek Helio P10 Octa-Core, 64 Bit, bis zu 2 GHz          | 3 GB                  | 32 GB / ja                  | 5,2″ Full HD (424)                                                                      | 145 g   | 2500 mAh | ja  | ja / nein | 16 MP mit 1-μm-Pixeln (+16 MP mit UltraPixel™-Modus) |

### One Family (Android-Smartphones)
| HTC Codename      | HTC Modell     | Ersch.-Datum | Betriebssystem (mit Update) | Oberfläche (mit Update)  | Prozessor, Taktrate                                            | Arbeitsspeicher (RAM) | Speicherplatz / Erweiterbar | Display (PPI)               | Gewicht | Akku     | NFC  | LTE/4G | Tastatur | Kamera (+Front)                                         |
| ----------------- | -------------- | ------------ | --------------------------- | ------------------------ | -------------------------------------------------------------- | --------------------- | --------------------------- | --------------------------- | ------- | -------- | ---- | ------ | -------- | ------------------------------------------------------- |
| HTC Perfume       | HTC 10         | April 2016   | Android 7.0                 | HTC Sense                | Qualcomm Snapdragon 820 Quad-Core, 64 Bit, bis zu 2,2 GHz      | 3/4 GB                | 32/64 GB / ja               | 5,2″ Quad HD                | 161 g   | 3000 mAh | ja   | ja     | nein     | 12 MP (HTC UltraPixel™ 2 mit 1,55-μm-Pixeln)            |
| HTC Aero          | HTC One A9     | Oktober 2015 | Android 6.0                 | HTC Sense 7.0            | Qualcomm Snapdragon 617 (Octa-Core: 4 × 1,5 GHz + 4 × 1,2 GHz) | 2 GB                  | 16 GB / ja                  | 5,0″ Full HD                | 143 g   | 2150 mAh | ja   | ja     | nein     | 13 MP (+HTC UltraPixel)                                 |
| HTC Hima          | HTC One M9     | März 2015    | Android 5.0.2               | HTC Sense 7.0            | Qualcomm Snapdragon 810 (Octa-Core: 4 × 2,0 GHz, 4 × 1,5 GHz)  | 3072 MB               | 32 GB / ja                  | 5,0″ 1080p SLCD3 (440)      | 157 g   | 2840 mAh | ja   | ja     | nein     | 20,7 MP (+HTC UltraPixel 4,1 MP)                        |
| HTC memul         | HTC One mini 2 | Mai 2014     | Android 4.4.2               | HTC Sense 6.0            | Qualcomm Snapdragon 400 (Quad-Core: 1,2 GHz)                   | 1024 MB               | 16 GB / ja                  | 4,5″ 720p SLCD3 (372)       | 137 g   | 2100 mAh | ja   | ja     | nein     | 13,2 MP (+5 MP)                                         |
| HTC M8            | HTC One        | April 2014   | Android 4.4.2 (5.0.1)       | HTC Sense 6.0            | Qualcomm Snapdragon 801 (Quad-Core: 2,3 GHz)                   | 2048 MB               | 16 GB/32 GB / ja            | 5,0″ 1080p SLCD3 (440)      | 160 g   | 2600 mAh | ja   | ja     | nein     | HTC UltraPixel + 2,1 MP für Tiefeninformationen (+5 MP) |
| HTC T6            | HTC One max    | Oktober 2013 | Android 4.3 (4.4.2)         | HTC Sense 5.5 (6.0)      | Qualcomm Snapdragon 600 (Quad-Core: 1,7 GHz)                   | 2048 MB               | 16 GB / ja                  | 5,9″ 1080p SLCD3 (373)      | 217 g   | 3300 mAh | ja   | ja     | nein     | HTC UltraPixel (+2,1 MP)                                |
| HTC M4            | HTC One mini   | Juli 2013    | Android 4.2.2 (4.4.2)       | HTC Sense 5.0 (6.0)      | Qualcomm Snapdragon 400 (Dual-Core: 1,4 GHz)                   | 1024 MB               | 16 GB / nein                | 4,3″ 720p SLCD2 (341)       | 122 g   | 1800 mAh | nein | ja     | nein     | HTC UltraPixel (+1,6 MP)                                |
| HTC M7            | HTC One        | März 2013    | Android 4.1.2 (5.0.2)       | HTC Sense 5.0 (5.5; 6.0) | Qualcomm Snapdragon 600 (Quad-Core: 1,7 GHz)                   | 2048 MB               | 32 GB / nein                | 4,7″ 1080p SLCD3 (468)      | 143 g   | 2300 mAh | ja   | ja     | nein     | HTC UltraPixel (+2,1 MP)                                |
| HTC Zeta          | HTC One SV     | Januar 2013  | Android 4.0.4 (4.2.2)       | HTC Sense 4.1 (5.0)      | Qualcomm S4 Play (Dual-Core: 1,2 GHz)                          | 1024 MB               | 8 GB / ja                   | 4,3″ WVGA SLCD2 (216)       | 122 g   | 1800 mAh | ja   | ja     | nein     | 5 MP (+1,6 MP)                                          |
| HTC Endeavouru C2 | HTC One X+     | Oktober 2012 | Android 4.1.1 (4.2.2)       | HTC Sense 4.5 (5.0)      | Nvidia Tegra 3+ (Quad-Core: 1,7 GHz)                           | 1024 MB               | 32 GB od. 64 GB / nein      | 4,7″ 720p SLCD2 (312)       | 135 g   | 2100 mAh | ja   | nein   | nein     | 8 MP (+1,6 MP)                                          |
| HTC Evita         | HTC One XL     | Juni 2012    | Android 4.0.3 (4.1.1)       | HTC Sense 4.0 (4.5)      | Qualcomm S4 Play (Dual-Core: 1,5 GHz)                          | 1024 MB               | 32 GB / nein                | 4,7″ 720p SLCD2 (312)       | 129 g   | 1800 mAh | ja   | ja     | nein     | 8 MP (+1,3 MP)                                          |
| HTC Endeavour     | HTC One X      | April 2012   | Android 4.0.3 (4.2.2)       | HTC Sense 4.0 (5.0)      | Nvidia Tegra 3 (Quad-Core: 1,5 GHz)                            | 1024 MB               | 16 GB od. 32 GB / nein      | 4,7″ 720p SLCD2 (312)       | 130 g   | 1800 mAh | ja   | nein   | nein     | 8 MP (+1,3 MP)                                          |
| HTC Ville         | HTC One S      | April 2012   | Android 4.0.3 (4.1.1)       | HTC Sense 4.0 (4.5)      | Qualcomm S4 Play (Dual-Core: 1,5 GHz)                          | 1024 MB               | 16 GB / nein                | 4,3″ qHD Super Amoled (256) | 119 g   | 1650 mAh | nein | nein   | nein     | 8 MP (+0,3 MP)                                          |
| HTC Primo         | HTC One V      | April 2012   | Android 4.0.3               | HTC Sense 4.0            | Qualcomm S4 Play (Single-Core: 1,0 GHz)                        | 512 MB                | 4 GB / ja                   | 3,7″ WVGA SLCD2 (252)       | 115 g   | 1500 mAh | nein | nein   | nein     | 5 MP                                                    |

### Desire Family (Android-Smartphones)
| HTC Codename | HTC Modell        | Ersch.-Datum   | Betriebssystem                     | Oberfläche                               | Prozessor, Taktrate                | Grafikbeschleuniger (GPU) | Arbeitsspeicher (RAM) | Speicherplatz / Erweiterbar | Display                                                                          | Gewicht | Akku     | NFC  | LTE/4G  | Tastatur | Kamera (+Front) |
| ------------ | ----------------- | -------------- | ---------------------------------- | ---------------------------------------- | ---------------------------------- | ------------------------- | --------------------- | --------------------------- | -------------------------------------------------------------------------------- | ------- | -------- | ---- | ------- | -------- | --- |
| –            | HTC Desire 22 pro | August 2022    | Android 12                         | HTC Sense                                | Qualcomm Snapdragon 695 5G         | –                         | 8 GB                  | 256 GB / ja                 | 6,6 Zoll, IPS, FHD+ 1080 × 2412 pixels (400 PPI), 120 Hertz, 20:9, Gorilla Glass | 205 g   | 4520 mAh | ja   | ja / 5G | nein     | 64 Megapixel Hauptkamera, f/1.79, PDAF, OIS 13 Megapixel Ultraweitwinkelkamera, f/2.4 5 Megapixel Tiefenkamera, f/2.4 +32 Megapixel (2.1 Megapixel Video) |
| HTC Proto    | HTC Desire X      | September 2012 | Android 4.0.4                      | HTC Sense 4.1                            | Qualcomm S4 (Dual-Core: 1,0 GHz)   | Adreno 203                | 756 MB                | 4 GB / ja                   | 4,0″ WVGA SLCD2                                                                  | 114 g   | 1650 mAh | nein | nein    | nein     | 5 MP |
| HTC Golf     | HTC Desire C      | Mai 2012       | Android 4.0.3                      | HTC Sense 4.0                            | Qualcomm S1 (Single-Core: 0,6 GHz) | Adreno 200                | 512 MB                | 4 GB / ja                   | 3,5″ HVGA SLCD                                                                   | 98 g    | 1230 mAh | ja   | nein    | nein     | 5 MP (+0,3 MP) |
| HTC Saga     | HTC Desire S      | März 2011      | Android 2.3.3                      | HTC Sense 2.1                            | Qualcomm S2 (Single-Core: 1,0 GHz) | Adreno 205                | 786 MB                | 1,1 GB / ja                 | 3,7″ WVGA SLCD                                                                   | 130 g   | 1450 mAh | nein | nein    | nein     | 5 MP (+VGA) |
| HTC Vision   | HTC Desire Z      | Oktober 2010   | Android 2.2                        | HTC Sense 2.0                            | Qualcomm S2 (Single-Core: 0,8 GHz) | Adreno 205                | 512 MB                | 1,5 GB / ja                 | 3,7″ WVGA SLCD                                                                   | 180 g   | 1300 mAh | nein | nein    | ja       | 5 MP |
| HTC Ace      | HTC Desire HD     | Oktober 2010   | Android 2.2 (per Update bis 2.3.5) | HTC Sense 2.0 (per Update bis Sense 3.0) | Qualcomm S2 (Single-Core 1,0 GHz)  | Adreno 205                | 768 MB                | 1,5 GB / ja                 | 4,3″ WVGA SLCD                                                                   | 164 g   | 1230 mAh | nein | nein    | nein     | 8 MP |
| HTC Bravo    | HTC Desire        | April 2010     | Android 2.2                        | HTC Sense 2.0                            | Qualcomm S1 (Single-Core: 1,0 GHz) | Adreno 200                | 576 MB                | 0,5 GB / ja                 | 3,7″ WVGA AMOLED od. SLCD                                                        | 135 g   | 1400 mAh | nein | nein    | nein     | 5 MP |

### Sensation Family (Android-Smartphones)
| HTC Codename   | HTC Modell       | Ersch.-Datum  | Betriebssystem | Oberfläche    | Prozessor, Taktrate                | Arbeitsspeicher (RAM) | Speicherplatz / Erweiterbar | Display        | Gewicht | Akku     | NFC  | LTE/4G | Tastatur | Kamera (+Front) |
| -------------- | ---------------- | ------------- | -------------- | ------------- | ---------------------------------- | --------------------- | --------------------------- | -------------- | ------- | -------- | ---- | ------ | -------- | --------------- |
| HTC Runnymede  | HTC Sensation XL | November 2011 | Android 4.0.3  | HTC Sense 3.6 | Qualcomm S3 (Single-Core: 1,5 GHz) | 768 MB                | 16 GB / nein                | 4,7″ WVGA SLCD | 163 g   | 1600 mAh | nein | nein   | nein     | 8 MP (+1,3 MP)  |
| HTC Pyramid LE | HTC Sensation XE | November 2011 | Android 4.0.3  | HTC Sense 3.6 | Qualcomm S3 (Dual-Core: 1,5 GHz)   | 768 MB                | 1 GB / ja                   | 4,3″ qHD SLCD  | 151 g   | 1730 mAh | nein | nein   | nein     | 8 MP (+0,3 MP)  |
| HTC Pyramid    | HTC Sensation    | Mai 2011      | Android 4.0.3  | HTC Sense 3.6 | Qualcomm S3 (Dual-Core: 1,2 GHz)   | 768 MB                | 1 GB / ja                   | 4,3″ qHD SLCD  | 148 g   | 1520 mAh | nein | nein   | nein     | 8 MP (+1,3 MP)  |

### Windows Phone 8 Family (Windows Phone 8Smartphones)
| HTC Codename | HTC Modell              | Ersch.-Datum  | Betriebssystem             | Prozessor, Taktrate              | Arbeitsspeicher (RAM) | Speicherplatz / erweiterbar | Display         | Gewicht | Akku     | NFC  | LTE/4G | Tastatur | Kamera        |
| ------------ | ----------------------- | ------------- | -------------------------- | -------------------------------- | --------------------- | --------------------------- | --------------- | ------- | -------- | ---- | ------ | -------- | ------------- |
| HTC Accord   | Windows Phone 8X by HTC | November 2012 | Windows Phone 8.0 (Apollo) | Qualcomm S4 (Dual-Core: 1,5 GHz) | 1024 MB               | 16 GB / nein                | 4,3″ SLCD2      | 130 g   | 1800 mAh | ja   | nein   | nein     | 8 MP (2,1 MP) |
| HTC Zenith   | Windows Phone 8S by HTC | November 2012 | Windows Phone 8.0 (Apollo) | Qualcomm S4 (Dual-Core: 1,0 GHz) | 512 MB                | 4 GB / ja                   | 4,0″ WVGA SLCD2 | 113 g   | 1700 mAh | nein | nein   | nein     | 5 MP          |

### A Serie (Android-Phones)
| HTC Codename | HTC Modell       | HTC Typ | Ersch.-Datum   | Betriebssystem | Prozessor,                          | Speicher (RAM, ROM)       | Display                          | Gewicht | Akku     | Tastatur | Wi-Fi | GPS | Kamera (+Front)    |
| ------------ | ---------------- | ------- | -------------- | -------------- | ----------------------------------- | ------------------------- | -------------------------------- | ------- | -------- | -------- | ----- | --- | ------------------ |
| HTC Vigor    | HTC Rezound      | –       | November 2011  | Android 2.3.4  | Qualcomm MSM8660 Dual-Core 1500 MHz | 1024 MB, 16 GB            | 4,3″ 720p SLCD                   | 170 g   | 1620 mAh | nein     | ja    | ja  | 8 MP (+2 MP)       |
| HTC Pico     | HTC Explorer     | –       | Oktober 2011   | Android 2.3.5  | Qualcomm MSM7227 600 MHz            | 512 MB, 512 MB            | 3,2″ HVGA LCD                    | 108 g   | 1230 mAh | nein     | ja    | ja  | 3 MP               |
| HTC Shooter  | HTC Evo 3D       | –       | Mai 2011       | Android 2.3.4  | Qualcomm MSM8660 Dual-Core 1200 MHz | 1024 MB, 1024 MB          | 4,3″ qHD 3D (autostereoskopisch) | 170 g   | 1730 mAh | nein     | ja    | ja  | 2 × 5 MP (+1,3 MP) |
| HTC ChaCha   | HTC ChaCha       | –       | Mai 2011       | Android 2.3.3  | Qualcomm MSM7227T 800 MHz           | 512 MB, 512 MB            | 2,6″ HVGA LCD                    | 120 g   | 1250 mAh | ja       | ja    | ja  | 5 MP (+VGA)        |
| HTC Icon     | HTC Salsa        | –       | Mai 2011       | Android 2.3.3  | Qualcomm MSM7227T 800 MHz           | 512 MB, 512 MB            | 3,4″ HVGA LCD                    | 120 g   | 1520 mAh | nein     | ja    | ja  | 5 MP (+VGA)        |
| HTC Vivo     | HTC Incredible S | S710e   | März 2011      | Android 2.3.5  | Qualcomm MSM8255 1000 MHz           | 786 MB, 1100 MB           | 4″ WVGA SLCD                     | 138 g   | 1450 mAh | nein     | ja    | ja  | 8 MP (+1,3 MP)     |
| HTC Marvel   | HTC Wildfire S   | –       | März 2011      | Android 2.3.3  | Qualcomm MSM7227 600 MHz            | 512 MB, 512 MB            | 3,2″ HVGA LCD                    | 105 g   | 1230 mAh | nein     | ja    | ja  | 5 MP               |
| HTC Gratia   | HTC Gratia       | A6380   | November 2010  | Android 2.2    | Qualcomm MSM7227 600 MHz            | 384 MB, 512 MB            | 3,2″ HVGA LCD                    | 115 g   | 1200 mAh | nein     | ja    | ja  | 5 MP               |
| HTC Buzz     | HTC Wildfire     | A3333   | April 2010     | Android 2.2.1  | Qualcomm MSM 7225 528 MHz           | 384 MB, 512 MB            | 3,2″ QVGA TFT-LCD                | 118 g   | 1300 mAh | nein     | ja    | ja  | 5 MP               |
| HTC Legend   | HTC Legend       | A6363   | April 2010     | Android 2.2    | Qualcomm MSM 7227 600 MHz           | 384 MB, 512 MB            | 3,2″ HVGA AMOLED                 | 126 g   | 1300 mAh | nein     | ja    | ja  | 5 MP               |
| HTC Click    | HTC Tattoo       | A32XX   | September 2009 | Android 1.6    | Qualcomm MSM7225 528 MHz            | 256 MB, 512 MB            | 2,8″ QVGA TFT-LCD                | 113 g   | 1100 mAh | nein     | ja    | ja  | 3,2 MP             |
| HTC Hero     | HTC Hero         | A62XX   | Juli 2009      | Android 1.5    | Qualcomm MSM7200A 528 MHz           | 288 MB, 512 MB            | 3,2″ HVGA TFT-LCD                | 135 g   | 1350 mAh | nein     | ja    | ja  | 5 MP               |
| HTC Sapphire | HTC Magic        | A61XX   | Februar 2009   | Android CRC1   | Qualcomm MSM7200A 528 MHz           | 192 MB od. 288 MB, 512 MB | 3,2″ HVGA TFT-LCD                | 118,5 g | 1340 mAh | nein     | ja    | ja  | 3,2 MP             |
| HTC Dream    | HTC Dream        | A71XX   | Oktober 2008   | Android CRC1   | Qualcomm MSM7201A 528 MHz           | 192 MB, 256 MB            | 3,2″ HVGA TFT-LCD                | 158 g   | 1150 mAh | ja       | ja    | ja  | 3,2 MP             |

### 7 Serie (Touch Phones /Windows Phone 7)
| HTC Codename | HTC Modell   | HTC Typ | Ersch.-Datum | Betriebssystem            | Prozessor                 | Speicher (RAM, ROM)        | Display   | Gewicht | Akku     | Tastatur | Wi-Fi | GPS | Kamera |
| ------------ | ------------ | ------- | ------------ | ------------------------- | ------------------------- | -------------------------- | --------- | ------- | -------- | -------- | ----- | --- | ------ |
| HTC Schubert | HTC HD7      | T9292   | 2010         | Windows Phone 7.5 (Mango) | Qualcomm QSD8250 1000 MHz | 576 MB, 512 MB + 8192 MB   | 4,3″ SLCD | 162 g   | 1230 mAh | nein     | ja    | ja  | 5 MP   |
| HTC Mozart   | HTC 7 Mozart | –       | 2010         | Windows Phone 7.5 (Mango) | Qualcomm QSD8250 1000 MHz | 576 MB, 512 MB + 16.384 MB | 3,7″ SLCD | 130 g   | 1300 mAh | nein     | ja    | ja  | 8 MP   |
| –            | HTC 7 Pro    | –       | 2011         | Windows Phone 7.5 (Mango) | Qualcomm QSD8250 1000 MHz | 576 MB, 512 MB + 819 2MB   | 3,6″ SLCD | 185 g   | 1500 mAh | ja       | ja    | ja  | 5 MP   |
| HTC Spark    | HTC 7 Trophy | –       | 2010         | Windows Phone 7.5 (Mango) | Qualcomm QSD8250 1000 MHz | 576 MB, 512 MB + 8192 MB   | 3,8″ SLCD | 140 g   | 1300 mAh | nein     | ja    | ja  | 5 MP   |
| HTC Omega    | HTC Radar    | –       | 2011-10      | Windows Phone 7.5 (Mango) | Qualcomm MSM8255 1000 MHz | 512 MB, 512 MB + 8192 MB   | 3,8″ SLCD | 137 g   | 1520 mAh | nein     | ja    | ja  | 5 MP   |
| HTC Eternity | HTC Titan    | –       | 2011-10      | Windows Phone 7.5 (Mango) | Qualcomm MSM8255 1500 MHz | 512 MB, 512 MB + 16.384 MB | 4,7″ SLCD | 160 g   | 1600 mAh | nein     | ja    | ja  | 8 MP   |
| –            | HTC Titan II | –       | 2012-01      | Windows Phone 7.5 (Mango) | Qualcomm MSM8255 1500 MHz | 512 MB, 512 MB+ ? MB       | 4,7″ SLCD |         | 1730 mAh | nein     | ja    | ja  | 16 MP  |

### T Serie (Touch Phones /Windows Mobile)
| HTC Codename   | HTC Modell            | HTC Typ | Ersch.-Datum | Betriebssystem     | Prozessor                 | Speicher (RAM, ROM) | Display           | Gewicht | Akku     | Tastatur | Wi-Fi | GPS | Kamera |
| -------------- | --------------------- | ------- | ------------ | ------------------ | ------------------------- | ------------------- | ----------------- | ------- | -------- | -------- | ----- | --- | ------ |
| HTC HD mini    | HTC HD mini           | T       | 2010-05      | Windows Mobile 6.5 | Qualcomm Q 600 MHz        | 512 MB, 384 MB      | 3,2″ HVGA TFT-LCD | 110 g   | 1200 mAh | nein     | ja    | ja  | 5,0 MP |
| HTC Leo        | HTC HD2               | T858X   | 2009-10      | Windows Mobile 6.5 | Qualcomm QSD8250 1024 MHz | 512 MB, 448 MB      | 4,3″ WVGA TFT-LCD | 157 g   | 1230 mAh | nein     | ja    | ja  | 5,0 MP |
| HTC Mega       | HTC Touch2            | T333X   | 2009-02      | Windows Mobile 6.5 | Qualcomm MSM7225 528 MHz  | 512 MB, 256 MB      | 2,8″ WVGA TFT-LCD | 110 g   | 1100 mAh | nein     | ja    | ja  | 3,2 MP |
| HTC Rhodium    | HTC Touch Pro2        | T737X   | 2009-02      | Windows Mobile 6.5 | Qualcomm MSM7200A 528 MHz | 512 MB, 288 MB      | 3,6″ WVGA TFT-LCD | 175 g   | 1500 mAh | ja       | ja    | ja  | 3,2 MP |
| HTC Topaz      | HTC Touch Diamond2    | T535X   | 2009-02      | Windows Mobile 6.5 | Qualcomm MSM7200A 528 MHz | 512 MB, 288 MB      | 3,2″ WVGA TFT-LCD | 117,5 g | 1100 mAh | nein     | ja    | ja  | 5,0 MP |
| HTC Iolite     | HTC Touch Cruise (09) | T424X   | 2009-01      | Windows Mobile 6.1 | Qualcomm MSM7225 528 MHz  | 512 MB, 256 MB      | 2,8″ QVGA TFT-LCD | 103 g   | 1100 mAh | nein     | ja    | ja  | 3,2 MP |
| HTC Blackstone | HTC Touch HD          | T828X   | 2008-11      | Windows Mobile 6.1 | Qualcomm MSM7201A 528 MHz | 512 MB, 288 MB      | 3,8″ WVGA TFT-LCD | 146 g   | 1350 mAh | nein     | ja    | ja  | 5,0 MP |
| HTC Quartz     | HTC Max 4G            | T829X   | 2008-11      | Windows Mobile 6.1 | Qualcomm ESM7206A 528 MHz | 256 MB, 288 MB      | 3,8″ WVGA TFT-LCD | 151 g   | 1500 mAh | nein     | ja    | ja  | 3,2 MP |
| HTC Opal       | HTC Touch Viva        | T222X   | 2008-10      | Windows Mobile 6.1 | TI OMAP850 201 MHz        | 256 MB, 128 MB      | 2,8″ QVGA TFT-LCD | 110 g   | 1100 mAh | nein     | ja    | ja  | 2,0 MP |
| HTC Jade       | HTC Touch 3G          | T323X   | 2008-10      | Windows Mobile 6.1 | Qualcomm MSM7225 528 MHz  | 256 MB, 192 MB      | 2,8″ QVGA TFT-LCD | 96 g    | 1100 mAh | nein     | ja    | ja  | 3,2 MP |
| HTC Raphael    | HTC Touch Pro         | T727X   | 2008-07      | Windows Mobile 6.1 | Qualcomm MSM7201A 528 MHz | 512 MB, 288 MB      | 2,8″ VGA TFT-LCD  | 165 g   | 1340 mAh | ja       | ja    | ja  | 3,2 MP |

### P Serie (Touch Phones /Windows Mobile)
| HTC Codename | HTC Modell        | HTC Typ | Ersch.-Datum | Betriebssystem     | Prozessor                 | Speicher (RAM, ROM) | Display          | Gewicht | Akku    | Tastatur | Wi-Fi | GPS | Kamera |
| ------------ | ----------------- | ------- | ------------ | ------------------ | ------------------------- | ------------------- | ---------------- | ------- | ------- | -------- | ----- | --- | ------ |
| HTC Diamond  | HTC Touch Diamond | P3700   | 2008-05      | Windows Mobile 6.1 | Qualcomm MSM7201A 528 MHz | 192, 4000 MB        | 2,8″ VGA TFT-LCD | 110 g   | 900 mAh | nein     | ja    | ja  | 3,2 MP |

### J-Serie (Smartphones für den japanischen Markt)
| HTC Codename | HTC Modell      | HTC Typ | Ersch.-Datum | Betriebssystem | Prozessor                      | Speicher (RAM, ROM) | Display               | Gewicht | Akku     | Tastatur | Wi-Fi | GPS | Kamera (+Front) |
| ------------ | --------------- | ------- | ------------ | -------------- | ------------------------------ | ------------------- | --------------------- | ------- | -------- | -------- | ----- | --- | --------------- |
| HTC Krait    | HTC J Butterfly | –       | –            | Android 4.1.1  | Qualcomm S4 Quad-Core 1500 MHz | 2048 MB, 16 GB      | 5,0″ 1080p SLCD3      | 140 g   | 2020 mAh | nein     | ja    | ja  | 8 MP (+2,1 MP)  |
| HTC Japan    | HTC J           | –       | –            | Android 4.0.1  | Qualcomm S4 Dual-Core 1500 MHz | 1024 MB, 16 GB      | 4,3″ qHD Super AMOLED | 137 g   | 1810 mAh | nein     | ja    | ja  | 8 MP            |

### Produkte von HTC und die entsprechenden Produktnamen einiger Wiederverkäufer
| Codename            | HTC                   | Ersch.-Datum | Orange    | T-Mobile                    | O2                                            | Vodafone        | andere                                                                               |  |
| ------------------- | --------------------- | ------------ | --------- | --------------------------- | --------------------------------------------- | --------------- | ------------------------------------------------------------------------------------ |  |
| Mega                | Touch2                | 09/2009      |           |                             |                                               |                 |                                                                                      |  |
| Hero                | Hero                  | 06/2009      |           | G2 Touch                    |                                               |                 |                                                                                      |  |
| Maple               | Snap                  | 04/2009      |           |                             |                                               |                 |                                                                                      |  |
| Sapphire            | Magic                 | 02/2009      |           |                             |                                               | Magic           |                                                                                      |  |
| Rhodium             | Touch Pro 2           | 02/2009      |           | MDA Vario V                 | Touch Pro 2 (kein Xda-Label)                  |                 |                                                                                      |  |
| Topaz               | Touch Diamond 2       | 02/2009      |           | MDA Compact V               | Xda Diamond 2                                 |                 |                                                                                      |  |
| Iolite              | Touch Cruise 2009     | 01/2009      |           |                             | Xda Guide                                     |                 |                                                                                      |  |
| Dream               |                       | 09/2008      |           | G1                          |                                               |                 |                                                                                      |  |
| Opal                | Touch Viva / T2223    | 09/2008      |           | MDA Basic                   |                                               |                 |                                                                                      |  |
| Jade                | Touch 3G              | 09/2008      |           |                             |                                               | Touch 3G        |                                                                                      |  |
| Quartz              | MAX 4G                | 11/2008      |           |                             |                                               |                 |                                                                                      |  |
| Kovsky (Venus)      |                       | 10/2008      |           |                             |                                               |                 | Sony Ericsson Xperia X1                                                              |  |
| Blackstone          | Touch HD              | 09/2008      |           |                             | Touch HD (kein Xda-Label)                     |                 |                                                                                      |  |
| Raphael             | Touch Pro             | 06/2008      |           | MDA Vario IV                | Xda Diamond Pro / Xda Serra                   | Touch Pro       |                                                                                      |  |
| Diamond             | Touch Diamond / P3700 | 05/2008      |           | MDA Compact IV              | Xda Diamond / Xda Ignite                      | Touch Diamond   |                                                                                      |  |
| Sedna               | P6500                 | 04/2008?     |           |                             |                                               |                 |                                                                                      |  |
| Pharos              | P3470                 | 03/2008      |           |                             |                                               |                 |                                                                                      |  |
| Nike                | Touch Dual / P5500    | 10/2007      |           | MDA Touch Plus              | Xda Star                                      |                 |                                                                                      |  |
| Polaris             | Touch Cruise, P3650   | 11/2007      |           |                             | Xda Orbit 2                                   |                 |                                                                                      |  |
| Elf                 | Touch, P3450          | 06/2007      |           | MDA Touch                   | Xda nova                                      | VPA Touch       |                                                                                      |  |
| Canary              |                       |              | SPV       |                             |                                               |                 |                                                                                      |  |
| Tanager             | 7070                  |              | SPV E100  |                             |                                               |                 |                                                                                      |  |
| Voyager SV10A/B     | 8080                  |              | SPV E200  |                             | Xphone                                        |                 |                                                                                      |  |
| Vividia             |                       |              |           |                             |                                               |                 |                                                                                      |  |
| Typhoon             | 8010                  |              | SPV C500  |                             |                                               |                 | Audiovox SMT 5600                                                                    |  |
| Feeler              | 8020                  |              |           |                             | Xphone II                                     |                 |                                                                                      |  |
| Amadeus             | 8100                  |              |           | SDA Music                   | Xphone IIm                                    |                 |                                                                                      |  |
| Sonata              |                       |              |           | SDA                         |                                               |                 |                                                                                      |  |
| Hurricane           | 8200                  |              | SPV C550  | SDA Music 2                 |                                               |                 |                                                                                      |  |
| Douton              |                       |              |           |                             | Xda Phone                                     |                 |                                                                                      |  |
| Robbie              |                       |              |           | SDA II                      |                                               |                 |                                                                                      |  |
| Tornado Hertz/Tempo | 8300, 8310            |              |           | SDA (USA)                   | Xda Orion                                     | VDA II          | Cingular 2125                                                                        |  |
| Faraday             |                       |              | SPV C600  |                             |                                               |                 |                                                                                      |  |
| Wallaby             | 1010, 1020            |              |           | MDA                         | Xda                                           | VPA             | Siemens SX 56                                                                        |  |
| Falcon              |                       |              |           |                             |                                               |                 | Audiovox PPC 5050BM                                                                  |  |
| Himalaya            | 2020                  |              | SPV M1000 | MDA II                      | Xda II                                        | VPA II          | Dopod 696                                                                            |  |
| Blue Angel          | 9090                  |              | SPV M2000 | MDA III                     | Xda III                                       | VPA III         | Siemens SX 66                                                                        |  |
| Harrier             |                       |              |           |                             |                                               |                 | Audiovox PPC 6600                                                                    |  |
| Magician (Refresh)  | S100                  |              | SPV M500  | MDA Compact                 | Xda mini                                      | VPA Compact     | Dopod 818                                                                            |  |
| Charmer             | S110                  |              |           | MDA Compact II              |                                               |                 |                                                                                      |  |
| Galaxy              | G100                  |              |           |                             |                                               |                 | Dopod P100                                                                           |  |
| Alpine              | 2020i                 |              |           |                             | Xda IIi                                       |                 | Dopod 699                                                                            |  |
| Universal           | 4040, 9000            | 09/2005      | SPV M5000 | MDA Pro                     | Xda Exec                                      | VPA IV          | Dopod 900, Grundig GR980, Vodafone v1640 (auch VPA IV), E-Plus PDA IV, i-mate JasJar |  |
| Wizard 100/110/200  | 9100                  |              | SPV M3000 | MDA Vario                   | Xda mini S                                    | VPA Compact II  | Cingular 8125                                                                        |  |
| Apache              |                       |              |           |                             |                                               |                 | Audiovox PPC 6700                                                                    |  |
| Prophet             | S200                  |              | SPV M600  | T-Com TC500                 | Xda neo                                       | VPA Compact s   | Dopod 818 Pro                                                                        |  |
| Beetles             |                       |              |           |                             |                                               |                 | HP hw 6500                                                                           |  |
| Hermes 100/200/300  | 9600, TyTN            |              | SPV M3100 | MDA Vario II                | Xda trion                                     | VPA Compact III | Dopod CHT9000, Swisscom XPA v1605                                                    |  |
| Muse                | S300, Melody          |              |           |                             |                                               |                 |                                                                                      |  |
| Artemis 100/200     | P3300                 |              | SPV M650  | MDA compact III (ohne WLAN) | Xda orbit                                     |                 | Dopod P800W                                                                          |  |
| Love                | P3350                 |              |           |                             |                                               |                 | Dopod M700                                                                           |  |
| Trinity             | P3600                 |              | SPV M700  |                             |                                               | VPA Compact GPS | Dopod 810, Swisscom XPA v1510                                                        |  |
| Breeze 100/160      | MTeoR                 |              | SPV C700  |                             |                                               |                 | Swisscom XPA v1405                                                                   |  |
| StarTrek 100/101    | 8500                  |              |           |                             |                                               |                 | Dopod 710                                                                            |  |
| Foreseer            |                       |              |           |                             |                                               |                 |                                                                                      |  |
| Monet               |                       |              |           |                             |                                               |                 | Virgin Lobster 700TV                                                                 |  |
| Oxygen              | S310                  |              | SPV C100  |                             |                                               |                 | Dopod 310                                                                            |  |
| Excalibur           | S620                  |              |           | MDA Mail (ohne WLAN)        | Xda cosmo                                     |                 |                                                                                      |  |
| Herald 100          | P4350                 |              |           |                             | Xda terra                                     | VPA Compact IV  | Dopod C800                                                                           |  |
| Athena              | Advantage X7500       |              |           | MDA Ameo                    |                                               |                 | Dopod U1000                                                                          |  |
| Vox                 | S710                  |              | E650      |                             |                                               | VDA V           |                                                                                      |  |
| Kaiser              | TyTN II / P4550       |              |           | MDA Vario III               | Xda Stellar (von 02 nicht in Dtl. vertrieben) | VPA Compact V   | Swisscom: XPA v1615                                                                  |  |
| Athena              | Advantage X7501       |              |           |                             |                                               |                 |                                                                                      |  |
| Athena              | Advantage X7510       |              |           | MDA Ameo 16GB               |                                               |                 |                                                                                      |  |
| Shangri-La          | Shift                 |              |           |                             |                                               |                 |                                                                                      |  |
| Rose                | S740                  |              |           |                             |                                               |                 |                                                                                      |  |
| Cheetah             | Cheetah               | 09/2006      |           |                             |                                               |                 | Palm Treo 750/750v                                                                   |  |